# Aphrodisium saxosicolle
Aphrodisium saxosicolle là một loài bọ cánh cứng trong họ Cerambycidae.